# Gaël Blondeau
Gaël Blondeau (ur. 28 grudnia 2000 w Pontarlier) – francuski kombinator norweski. Uczestnik Zimowych Igrzysk Olimpijskich 2022, dwukrotny medalista mistrzostw świata juniorów w narciarstwie klasycznym.

## Kariera
Po raz pierwszy na arenie międzynarodowej pojawił się 21 lutego 2015 roku w Seefeld, gdzie w zawodach dzieci zajął trzydzieste pierwsze miejsce. W 2020 roku na mistrzostwach świata juniorów w Oberwisenthal wraz z kolegami z reprezentacji zdobył srebrny medal w sztafecie oraz był trzeci w zawodach metodą Gundersena na 10 km.
W Pucharze Świata zadebiutował 27 listopada 2020 roku podczas zawodów w Ruce, gdzie zajął 48. miejsce w Gundersenie. Swoje pierwsze punkty zdobył 18 grudnia 2021 roku podczas zawodów w Ramsau, zajmując 28. miejsce.
Podczas rozgrywanych w lutym 2022 roku igrzysk w Pekinie zajął piąte miejsce w sztafecie, 31. miejsce na normalnej skoczni oraz 40. miejsce na dużej.

## Osiągnięcia

### Igrzyska olimpijskie
| Miejsce | Dzień     | Rok  | Miejscowość | Konkurencja           | Wynik zwycięzcy | Strata  | Zwycięzca      |
| ------- | --------- | ---- | ----------- | --------------------- | --------------- | ------- | -------------- |
| 31.     | 9 lutego  | 2022 | Zhangjiakou | Gundersen HS106/10 km | 25:07,7         | +3:35,6 | Vinzenz Geiger |
| 40.     | 15 lutego | 2022 | Zhangjiakou | Gundersen HS140/10 km | 27:13,3         | +5:29,5 | Jørgen Graabak |
| 5.      | 17 lutego | 2022 | Zhangjiakou | Sztafeta HS140/4x5 km | 50:45,1         | +2:15,0 | Norwegia       |

### Mistrzostwa świata
| Miejsce | Dzień     | Rok  | Miejscowość | Konkurencja                    | Wynik zwycięzcy | Strata  | Zwycięzca          |
| ------- | --------- | ---- | ----------- | ------------------------------ | --------------- | ------- | ------------------ |
| DSQ     | 26 lutego | 2021 | Oberstdorf  | Gundersen HS106/10 km          | 23:01,2         | -       | Jarl Magnus Riiber |
| 6.      | 28 lutego | 2021 | Oberstdorf  | Sztafeta HS106/4x5 km          | 43:57,7         | +2:54,4 | Norwegia           |
| 34.     | 4 marca   | 2021 | Oberstdorf  | Gundersen HS137/10 km          | 23:11,1         | +5:48,5 | Johannes Lamparter |
| 26.     | 25 lutego | 2023 | Planica     | Gundersen HS102/10 km          | 24:36,3         | +2:36,5 | Jarl Magnus Riiber |
| 6.      | 28 lutego | 2025 | Trondheim   | Sztafeta mieszana HS102/4x5 km | 36:37,5         | +3:20,5 | Norwegia           |
| 17.     | 1 marca   | 2025 | Trondheim   | Kompakt HS102/7,5 km           | 17:13,4         | +1:07,2 | Jarl Magnus Riiber |
| 7.      | 7 marca   | 2025 | Trondheim   | Sztafeta HS138/4x5 km          | 50:37,7         | +3:45,4 | Niemcy             |
| 29.     | 8 marca   | 2025 | Trondheim   | Gundersen HS138/10 km          | 24:57,5         | +4:54,8 | Jarl Magnus Riiber |

### Mistrzostwa świata juniorów
| Miejsce | Dzień   | Rok  | Miejscowość    | Konkurencja           | Wynik zwycięzcy | Strata  | Zwycięzca          |
| ------- | ------- | ---- | -------------- | --------------------- | --------------- | ------- | ------------------ |
| 3.      | 4 marca | 2020 | Oberwiesenthal | Gundersen HS105/10 km | 24:00,1         | +2:05,8 | Jens Lurås Oftebro |
| 2.      | 8 marca | 2020 | Oberwiesenthal | Sztafeta HS105/4x5 km | 47:23,5         | +35,9   | Austria            |

### Puchar Świata

#### Miejsca w klasyfikacji generalnej
- sezon 2020/2021: niesklasyfikowany
- sezon 2021/2022: 53.
- sezon 2022/2023: 56.
- sezon 2023/2024: 63.
- sezon 2024/2025: 37.

#### Miejsca na podium chronologicznie
Jak dotąd Blondeau nie stawał na podium zawodów PŚ.

### Puchar Kontynentalny

#### Miejsca w klasyfikacji generalnej
- sezon 2017/2018: 110.
- sezon 2018/2019: nie brał udziału
- sezon 2019/2020: 25.
- sezon 2020/2021: nie brał udziału
- sezon 2021/2022: nie brał udziału
- sezon 2022/2023: 34.
- sezon 2023/2024: 13.
- sezon 2024/2025: 25.

#### Miejsca na podium chronologicznie
| Nr | Data           | Miejscowość | Konkurencja          | Wynik zwycięzcy | Pozycja | Strata | Zwycięzca   |
| -- | -------------- | ----------- | -------------------- | --------------- | ------- | ------ | ----------- |
| 1. | 8 grudnia 2023 | Lillehammer | Gundersen HS98/10 km | 26:40,8         | 3.      | +9,1   | Jakob Lange |

### Letnie Grand Prix

#### Miejsca w klasyfikacji generalnej
- 2021: niesklasyfikowany
- 2022: 12. (27.)[7]
- 2023: (40.)[8]
- 2024: (34.)[9]

#### Miejsca na podium chronologicznie
Jak dotąd Blondeau nie stawał na podium zawodów LGP.